# Acachapan y Colmena 1.ª Sección
Acachapan y Colmena 1.ª Sección es una localidad del municipio de Centro ubicado en la subregión centro del estado mexicano de Tabasco.

## Geografía
La localidad de Acachapan y Colmena 1.ª Sección se sitúa en las coordenadas geográficas 18°01′15″N 92°51′38″O / 18.020833, -92.860556, a una elevación de 4 metros sobre el nivel del mar.

## Demografía
Según el Conteo de Población y Vivienda 2020, efectuado por el Instituto Nacional de Estadística y Geografía, la localidad de Alvarado Jimbal tiene 3,484 habitantes, de los cuales 1,745 son del sexo masculino y 1,739 del sexo femenino. Su tasa de fecundidad es de 2.07 hijos por mujer y tiene 997 viviendas particulares habitadas.
| Gráfica de evolución demográfica de Acachapan y Colmena 1.ª Sección entre 1970 y 2020 |
|                                                                                       |
| INEGI.                                                                                |